# Sergio Villar
Sergio Bísmark Villar (Montevideo, 5 de enero de 1944) es un exfutbolista uruguayo, jugaba en la posición de lateral. La mayor parte de su carrera transcurrió en San Lorenzo de Almagro, donde jugó trece años, en los que disputó 446 partidos en forma oficial, por lo que es hasta hoy el jugador con más presencias en la historia del club.
En honor a él, un sector del estadio de San Lorenzo, el Nuevo Gasómetro, posee su nombre. También se espera que cuando San Lorenzo inaugure su tercer estadio en Avenida La Plata, sea el Sapo quien dé el puntapié inicial, dado que es el jugador que más partidos y campeonatos obtuvo jugando en el Gasómetro.

## Su paso por San Lorenzo
Luego de jugar en Club Sportivo Cerrito, Canillitas y Club Atlético Defensor, actualmente Defensor Sporting Club (todos de Uruguay), Sergio "el Sapo"  Villar llegó a San Lorenzo en 1968.
Por él se pagó la suma de 10 millones de pesos.[cita requerida]
En su primer año en el club integró el recordado equipo de Los Matadores, campeón del  Campeonato Metropolitano de 1968 en forma invicta.
También fue parte importante, siendo titular, en la obtención del bicampeonato de 1972 (San Lorenzo logró los campeonatos Metropolitano y Nacional ese año) y el Campeonato Nacional de 1974.

## Su paso por All Boys
A pesar de su exitosa carrera con la camiseta azulgrana, su final en San Lorenzo no fue el mejor. En 1981, tras una discusión con el técnico de ese entonces, Victorio Cocco, no fue tenido en cuenta en el equipo que luego en esa temporada descendería a la Primera B.
De esta forma, Villar finalizaría su carrera en All Boys, jugando en el Ascenso. Una importante cantidad de socios e hinchas de San Lorenzo afirman que "no se hubiese producido el descenso si Villar hubiese continuado su carrera en el club".[cita requerida]

## Récord
Ostenta el récord histórico de ser el jugador que más veces vistió la camiseta de San Lorenzo con un total de 446 veces entre 1968 y 1981. En ese período marcó 6 goles.

## Títulos

### Campeonatos nacionales
| Título           | Club                   | País      | Año    |
| ---------------- | ---------------------- | --------- | ------ |
| Primera División | San Lorenzo de Almagro | Argentina | M-1968 |
| Primera División | San Lorenzo de Almagro | Argentina | M-1972 |
| Primera División | San Lorenzo de Almagro | Argentina | N-1972 |
| Primera División | San Lorenzo de Almagro | Argentina | N-1974 |